# Dendrobium oxychilum
Dendrobium oxychilum är en orkidéart som beskrevs av Rudolf Schlechter. Dendrobium oxychilum ingår i släktet Dendrobium, och familjen orkidéer. Inga underarter finns listade i Catalogue of Life.